# Elisabeth Hennig
Elisabeth Johanna Auguste Hennig (* 16. September 1900 in Düsseldorf; † 13. Dezember 1958 in Gelsenkirchen) war eine deutsche Lehrerin und politische Aktivistin (SPD).

## Leben und Tätigkeit
Hennig war die Tochter eines Ingenieurs. Nach dem Bestehen des Lehrerinnenexamens für Volks- und Mittelschulen in Bochum im März 1920 arbeitete Hennig zunächst als Hauslehrerin. Von 1921 bis 1925 war sie an einer evangelischen Volksschule tätig. 1925 bis 1932 arbeitete sie an einer von den Arbeiterparteien erkämpften sog. bekenntnisfreien Schule, der Baldurschule in Holsterhausen bei Dorsten.
Seit 1927 gehörte Hennig der SPD an. 1932 wechselte sie zu einer Schule in Gelsenkirchen, wo sie sich in Kommunalpolitik und in der Jugend- und Kulturarbeit ihrer Partei betätigte.
Nach der Machtergreifung der Nationalsozialisten im Frühjahr 1933 wurde Hennig aus dem Schuldienst entlassen. Daraufhin siedelte sie in die Niederlande über, wo sie zunächst in Laren bei Zutphen in Gelderland lebte. In den folgenden Jahren arbeitete sie als Kurierin für das Grenzsekretariat der Exil-SPD im Raum Amsterdam. In dieser Funktion organisierte sie vor allem den Schmuggel von antinazistischen Schriften in das Reichsgebiet. Ihren Lebensunterhalt verdiente sie ab 1939 als Lebensunterhalt als Schneiderin.
Von den nationalsozialistischen Polizeiorganen wurde Hennig aufgrund ihrer Tätigkeit bald als Staatsfeindin eingestuft: 1938 wurde sie ausgebürgert. Im Frühjahr 1940 setzte das Reichssicherheitshauptamt in Berlin – das sie irrtümlich in Großbritannien vermutete – auf die Sonderfahndungsliste G.B., ein Verzeichnis von Personen, die im Falle einer erfolgreichen deutschen Invasion Großbritanniens durch die Sonderkommandos der SS-Einsatzgruppen mit besonderer Priorität ausfindig gemacht und verhaftet werden sollten.
Am 14. Juli 1941 wurde Hennig in Amsterdam von der Gestapo ausfindig gemacht und verhaftet. Sie wurde 1942 vor dem Volksgerichtshof wegen des Vorwurfes der Vorbereitung zum Hochverrat angeklagt. In der Sitzung vom 10. April 1942 wurde sie für schuldig befunden und zu einer Zuchthausstrafe von sechs Jahren verurteilt. Seit dem 27. September 1942 wurde sie im Gelsenkirchener Gefängnis gefangen gehalten. Nach einer Erkrankung wurde sie ins Gefängnis Berlin-Moabit überführt und von dort in das Gefängnis Leipzig-Kleinmensdorf verlegt. Am 22. März 1945 gelangte sie in Freiheit als amerikanische Truppen die Kontrolle über das Zuchthaus Cottbus, in dessen Tuberkulose-Krankensaal sie sich zu diesem Zeitpunkt befand, übernahmen. Zu Genesungszwecken blieb sie aber noch bis Juni im Krankensaal.
Nach dem Krieg ließ Hennig sich erneut in Gelsenkirchen nieder, wo sie die Leitung der dortigen SPD-Frauengruppe übernahm und sich in der Arbeiterwohlfahrt engagierte. 1947 wurde sie in den Dienst der Gertrud-Bäumler-Schule in Gelsenkirchen übernommen, wo sie bis zu ihrem Tod im Jahr 1958, an den Spätfolgen ihrer Haft, tätig blieb.

## Ehrungen
- Am 8. März 2024 wurde Elisabeth Hennig im Rahmen des Projekts Frauenorte in die Liste der FrauenOrte NRW aufgenommen und eine Gedenktafel angebracht.[3]